# أندري نوفاك
أندري نوفاك (بالأوكرانية: Новак Андрій Юрійович)‏ هو لاعب كرة قدم أوكراني في مركز حراسة المرمى، ولد في 6 ديسمبر 1988 في شتشين في بولندا. شارك مع منتخب أوكرانيا تحت 21 سنة لكرة القدم. أما مع النوادي، فقد لعب مع نادي تيراسبول ونادي كارباتي لفيف ونيفا ترنوبل.

## وصلات خارجية
- أندري نوفاك على موقع اتحاد أوكرانيا (الإنجليزية)
- أندري نوفاك على موقع قاعدة بيانات كرة القدم.إي يو (الإنجليزية)
- أندري نوفاك على موقع Soccerway.com (الإنجليزية)
- أندري نوفاك على موقع عالم كرة القدم.نت (الإنجليزية)